# Spondylus pratii
Spondylus pratii is een tweekleppigensoort uit de familie van de Spondylidae. De wetenschappelijke naam van de soort is voor het eerst geldig gepubliceerd in 1990 door Parth.